# ノースウエスト航空705便墜落事故
ノースウエスト航空705便墜落事故（ノースウエストこうくう705びんついらくじこ）は、1963年2月12日に発生した航空事故である。マイアミ国際空港離陸直後のノースウエスト航空705便（ボーイング720-051B）がエバーグレーズに墜落し、乗員乗客43人全員が死亡した。

## 飛行の詳細

### 事故機
事故機のボーイング720-051B（N724US）は製造番号18354として製造され、1962年4月17日に初飛行した後、ノースウエスト航空に納入された。エンジンはプラット・アンド・ホイットニー JT3D-1が搭載されており、総飛行時間は4,685時間であった。
同機はこの事故までに2回事故を起こしている。
- フォートローダーデール・ハリウッド国際空港に着陸した際に右主脚の支柱が折れ、その結果地面からの衝撃で右ストラット付近のフラップと胴体、および右側の両エンジンのナセルが損傷した。
- 着陸時に右翼端が鳥の群れと衝突した。

### 乗員
機長は47歳の男性で、総飛行時間は17,835時間であり、そのうちボーイング720の飛行時間は150時間であった。ボーイング720の他にダグラス DC-3、DC-4、DC-6、DC-7、ロッキード L-188の操縦資格を所有していた。経験豊富なパイロットで、1962年11月13日のボーイング720の最後のテスト飛行では、横揺れやスタビライザーのジャミング、電源障害、エンジン火災などの様々な項目をクリアしていた。同僚によれば、機長はボーイング720の計器類を読むのに問題はなく、乱気流の中でもすぐに状況を把握できていたという。
副操縦士は38歳の男性で、総飛行時間は11,799時間であり、そのうちボーイング720の飛行時間は1,093時間であった。ボーイング720の他にDC-4、DC-6、DC-7の操縦資格を所有していた。経験豊富なパイロットで、1962年7月8日にボーイング720の最後のテストに合格していた。
航空機関士は29歳の男性で、総飛行時間は4,852時間であり（内523時間は副操縦士として飛行）、その全てがボーイング720での飛行時間であった。
その他5人の客室乗務員が搭乗していた。

## 事故の経緯
事故当日の午後早く、マイアミを出発する前にノースウエスト航空の乗務員が空港の管制官に使用されている出発経路について尋ねたところ、管制官はほとんどのフライトが南東または南西に上昇し、旋回して雷雨の上空を飛んでいると返答された。
705便は機長が操縦桿を握ってマイアミ国際空港を離陸した後、マイアミの管制官からのレーダーベクターに基づいて左旋回し、雷雨に伴う乱気流が予想される区域を回避した。705便が離陸する前にも別の飛行機が同じガイダンスに従っていた。
5,000フィート（1,500m）で方位300度を維持しながら、705便は管制官と交信してより高い高度への上昇許可を求めた。レーダー管制官と嵐の状況について話し合い、マイアミ航空路交通管制センターと上昇許可を調整している間に705便は「今は大丈夫だ。前方に見えている...かなりひどいようだ」と伝えた。
13時43分（EST）、705便はFL250まで上昇することを許可された。705便のパイロットは「了解、ええ、我々はここで約30度左旋回して上昇する...」と返答した。その後管制官が705便が上昇するのに方位270度を選択したかどうかを尋ねると、パイロットは「これで再び開けた場所に出る」と返答した。管制官はそれに応じてジェット機の飛行許可を出した。乱気流の激しさの程度について議論した後、705便は「了解、それなら残りを別の方向へ飛ばした方がよい」と話した。
13時45分、705便の管制はマイアミ航空路交通管制センターに移された。交信が困難であったが、別の周波数で交信することで705便は管制との交信に成功した。交信に成功してから数分後、705便の高度が上がり始めると上昇率は徐々に上がり、毎分約9000フィート（150フィート/秒（46m/秒）にまで達した。この急上昇の後、705便の上昇率はゼロになって最終的に高度は19,000フィート（5,800m）付近にまで上がった。この間、705便の対気速度は270ノットから215ノット（311mphから247mph、500km/hから398km/h）まで低下し、高度がピークに近づくにつれて垂直加速度は1Gから約-2Gに急変した。
その後7秒間、705便は変動を伴いながら緩やかに減速し続け、平均値で垂直加速度は約-2.8Gとなり、急速に降下し始めた。降下状態が続き、加速度トレースは高い負のピークから1.5Gに上がり、そこで再び反転した。高度10,000フィート（3,000m）以下の所で急降下時に機体にかかった力により前方の胴体が破壊された。主翼と水平安定板の主な破損箇所は下方向でほぼ左右対称であった。前部胴体は上向きに、垂直安定板は左向きに破壊された。 4基のエンジンは、機体の破片がマイアミ国際空港の西南西37マイル（60km）にあるエバーグレーズ国立公園に落下する前にほぼ分離した。

## 事故原因
事故原因の調査結果に基づき、事故調査委員会は次のような結論を出した。
- パイロットはフライトに必要な資格を持ち、準備を整えていた。
- 機体の重量やアライメントは許容範囲内であった。
- マイアミ到着時に右リザーブタンクのアウトレットバルブが動かないとの報告があったが、出発前に修理を完了してフライトに間に合わせることができていた。
- 午後1時の天気予報でマイアミの北東で天候が悪化するとの予報を受けたパイロットは適切な行動をとった。パイロットと管制官との無線交信の録音から、出発予定ルートについて誤解があったことが明らかになった。
- 墜落にはいくつかの要因があり、特に強い乱気流と機体の特性が大きく事故に関わった。強力な垂直上昇気流に巻き込まれた705便は、飛行速度を落としながら急上昇していった。パイロットは操縦桿を前に倒して機体の上昇角を小さくし、垂直速度を下げて再び対気速度を上げた。しかし、既に乱気流がなくなって705便は安定性を失っていたため、同機は機首が急激に下がって急降下し、その間に設計限界を超える力が機体にかかって空中分解した。
- ボーイングによれば、パイロットは操縦桿を握り直して機体の姿勢を回復させることが可能であったという。しかし、捜査当局によれば現状ではそれが不可能であった。

最終調査報告書では、激しい乱気流や強力な上昇風、操縦系統の激しい変位などが重なって機体のピッチングの安定性が失われて制御不能に陥り、パイロットにも機体の姿勢を回復させる時間がなかったことが事故原因であるとされた。